# Stams
Stams är en ort och  kommun i distriktet Imst i förbundslandet Tyrolen i Österrike. 